# Метрогородок
Метрогородо́к — район в Восточном административном округе города Москвы, а также одноимённое внутригородское муниципальное образование. Крупнейший по площади район Москвы без учёта районов Новой Москвы. Бо́льшую часть территории района занимает национальный парк «Лосиный Остров».
Площадь района — 2757 га. Население — 40 122 чел. (2024).

## Территория и границы
Район расположен в северо-восточной части Москвы, на территории Восточного административного округа.
Границы муниципалитета проходят по полосе отвода МКЖД, по северо-западным границам национального парка «Лосиный остров», восточной границе территории Бабушкинского кладбища, северо-западным границам национального парка «Лосиный остров», по внешней границе полосы отвода МКАД, по оси 59-й просеки, южной границе территории ТЭЦ-23, оси железнодорожной ветки к ТЭЦ-23 до МКЖД.
Муниципальный округ граничит с районами Богородское, Гольяново, Преображенское, Ростокино и Ярославский.
Площадь района по данным на 2012 год составляет 2757 га.

## Население
| 2002    | 2010    | 2011    | 2012    | 2013    | 2014    | 2015    |
| ------- | ------- | ------- | ------- | ------- | ------- | ------- |
| 37 283  | ↘36 154 | ↗36 312 | ↗36 526 | ↗36 904 | ↗36 993 | ↗37 042 |
| 2016    | 2017    | 2018    | 2019    | 2020    | 2021    | 2023    |
| ↗37 785 | ↗37 972 | ↗38 879 | ↗39 024 | ↗39 121 | ↗39 126 | ↗39 623 |
| 2024    |         |         |         |         |         |         |
| ↗40 122 |         |         |         |         |         |         |

### Национальный состав
По итогам переписи населения 2020 года проживали следующие национальности (национальности менее 0,1 % и другое, см. в сноске к строке «Другие»):
| Национальность | Численность, чел. | Доля     |
| -------------- | ----------------- | -------- |
| Русские        | 28 026            | 71,63 %  |
| Татары         | 215               | 0,55 %   |
| Армяне         | 146               | 0,37 %   |
| Украинцы       | 118               | 0,30 %   |
| Азербайджанцы  | 84                | 0,21 %   |
| Евреи          | 51                | 0,13 %   |
| Белорусы       | 41                | 0,10 %   |
| Таджики        | 40                | 0,10 %   |
| Другие         | 10 405            | 26,61 %  |
| Итого          | 39 126            | 100,00 % |

## Герб и флаг

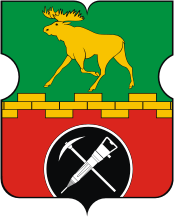
Герб района Метрогородок

Герб и флаг района утверждены и внесены в Геральдический реестр города Москвы с присвоением регистрационного номера 10 марта 2004 года.
Герб района представляет собой щит московской формы с золотым зубчатым мурованным поясом в центре, над которым изображён бегущий в зелёном поле золотой лось, а под ним — красное поле с чёрным усечённым и окаймлённый серебряной нитью кругом, в котором перекрещёнными изображены серебряное кайло и отбойный молоток. Лось в зелёном поле напоминает о том, что большую часть района занимает национальный парк Лосиный Остров. Красное поле и чёрный круг с кайлом и отбойным молотком внутри указывают на прошлое этой территории — тут проживали метростроители. Пояс является символом строительства.

## Происхождение названия
Своё название муниципальный округ и образование получили от городка метростроителей, возникшего в 1930-е годы во время строительства первой очереди Московского метрополитена.

## История
Территория нынешнего Метрогородка долгое время была покрыта густыми лесами, среди которых некогда стояли две небольшие деревушки — Александриха и Пантелеиха, но уже в XIX веке на их месте были пустоши. В конце XIX века здесь появляются дачи — район становился ближним пригородом Москвы. В марте 1917 года пределы Москвы распространились до Московской окружной железной дороги, территория нынешнего района Метрогородок в городскую черту ещё не вошла, но стала с ней непосредственно граничить (граница эта совпадала с современной границей Метрогородка и района Богородское).
Метрогородок возник в 1930-х гг. с началом строительства Московского метрополитена, тогда по соседству с Окружной железной дорогой появилась автобаза «Метростроя», а рядом с ней — двух- и трёхэтажные дома барачного типа, где жили строители метрополитена. Так появился посёлок, называвшийся «Метрогородок» (или «посёлок Метростроя»). В сторону посёлка из располагавшегося внутри Окружной желдороги посёлка имени Подбельского (бывшее село Ивантеевское) вело Открытое шоссе, оно получило своё название ещё в 1922 году — по открытой с одной стороны местности, но в те годы доходило только до Окружной железной дороги, а далее его продолжением служила обычная просёлочная дорога. Застраивалась сначала правая сторона данной дороги, и карта Москвы 1939 года показывает, что эта правая сторона считалась тогда уже частью Москвы (остальная территория района вошла в черту Москвы в 1960 г.). Через железную дорогу перекинули узкий мостик и по нему пустили одноколейный трамвай № 8. Этот трамвай доставлял на автобазу рабочих «Метростроя»; им пользовались и москвичи, желавшие отдохнуть в Лосином Острове: погулять в лесу, пособирать грибы и ягоды.
В начале 1940-х гг. был построен надёжный трамвайно-автомобильный мост через Окружную железную дорогу, а просёлочную дорогу сменило продолженное на северо-восток Открытое шоссе. На месте прежних бараков руками немецких военнопленных были возведены двух- и трёхэтажные дома с высокими потолками, большими окнами, водопроводом и канализацией; большинство квартир в них получали работники «Метростроя» и автобазы. Появились площади и скверы. В начале 1950-х годов в Метрогородок переехал завод железобетонных изделий. В 1950-е гг. началась активная жилая застройка района, а в 1960—1970 гг. Открытое шоссе приобретает современный облик, одновременно возникают новые улицы. Метрогородок этих лет необычайно уютен и зелен, причём деревья растут даже между трамвайными путями.
В ходе проведённой в Москве административной реформы 1991 года 12 сентября 1991 года образован муниципальный округ Открытое Шоссе, вошедший в состав Восточного административного округа. Постановлением Московской городской думы от 5 июля 1995 года муниципальные округа были преобразованы в районы Москвы, бывший муниципальный округ Открытое Шоссе получил современное название — район Метрогородок.

## Инфраструктура

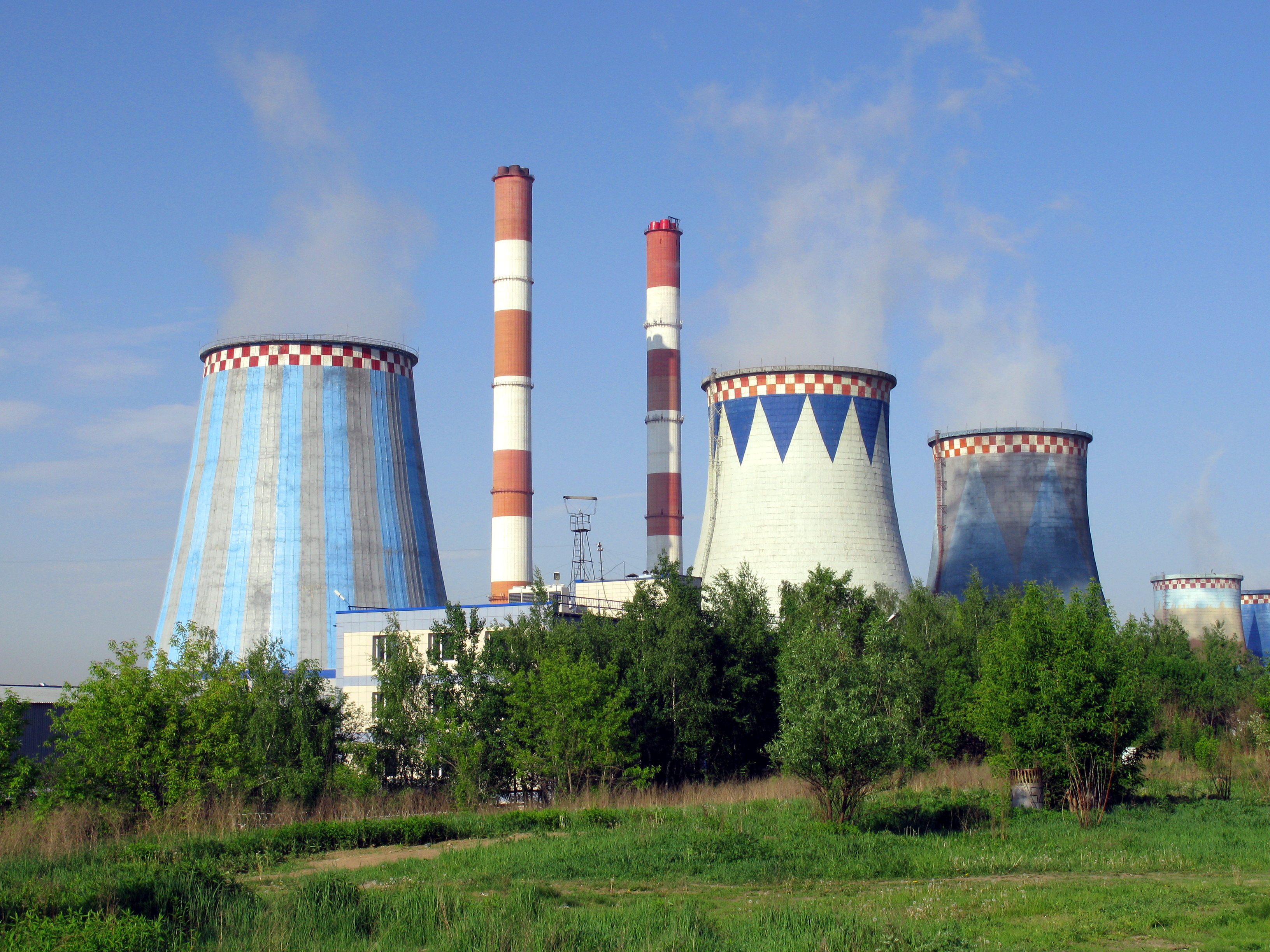
ТЭЦ-23 ПАО «Мосэнерго»

В районе действуют 18 промышленных предприятий, в том числе ТЭЦ-23, 26 предприятий торговли (в том числе 13 продовольственных магазинов), работают 4 больницы, 2 поликлиники (№ 41 и детская № 28), аптеки, 10 детских садов. На территории района находятся Российский государственный социальный университет, Московский городской психолого-педагогический университет, ГОУ СПО Технологический колледж № 21, 4 общеобразовательных школы.
По территории района проходит бо́льшая часть Открытого шоссе.

## Транспорт
По улицам района проложены 3 трамвайных (№ 13, 36, 46) и 5 автобусных маршрутов (№ 3, 327, 627, 682). На границе района расположены две станции Московского центрального кольца — «Белокаменная» и «Бульвар Рокоссовского». Ближайшей станцией метро является «Бульвар Рокоссовского» Сокольнической линии, которая расположена рядом с границей района.

## Экология
Несмотря на то, что более 90 % от всей территории района занимает национальный парк Лосиный Остров, экологическая обстановка оценивается как неблагополучная в связи с промзоной № 53 «Калошино», на территории которой находится ТЭЦ-23, и большим количеством вырубок лесных зон.